# Cuộc phong tỏa Berlin
Cuộc phong toả Berlin là cuộc phong tỏa Tây Berlin bởi Liên Xô kéo dài từ ngày 24 tháng 6 năm 1948 đến ngày 11 tháng 5 năm 1949, một trong những cuộc khủng hoảng quốc tế chính đầu tiên của Chiến tranh Lạnh và là cuộc khủng hoảng đầu tiên gây ra tổn thất. Hậu quả là việc cung cấp, tiếp tế hàng hóa tới Tây Berlin, mà nằm ngay giữa vùng chiếm đóng của Liên Xô, không thể thực hiện bởi đường bộ và đường thủy nữa, đưa đến việc tiếp tế bằng đường hàng không. Cuộc phong tỏa này là phản ứng trực tiếp của Liên Xô để phản đối việc Mỹ, Anh, Pháp đơn phương cải cách tiền tệ 1948 ở Tây Đức và Tây Berlin.

## Diễn biến

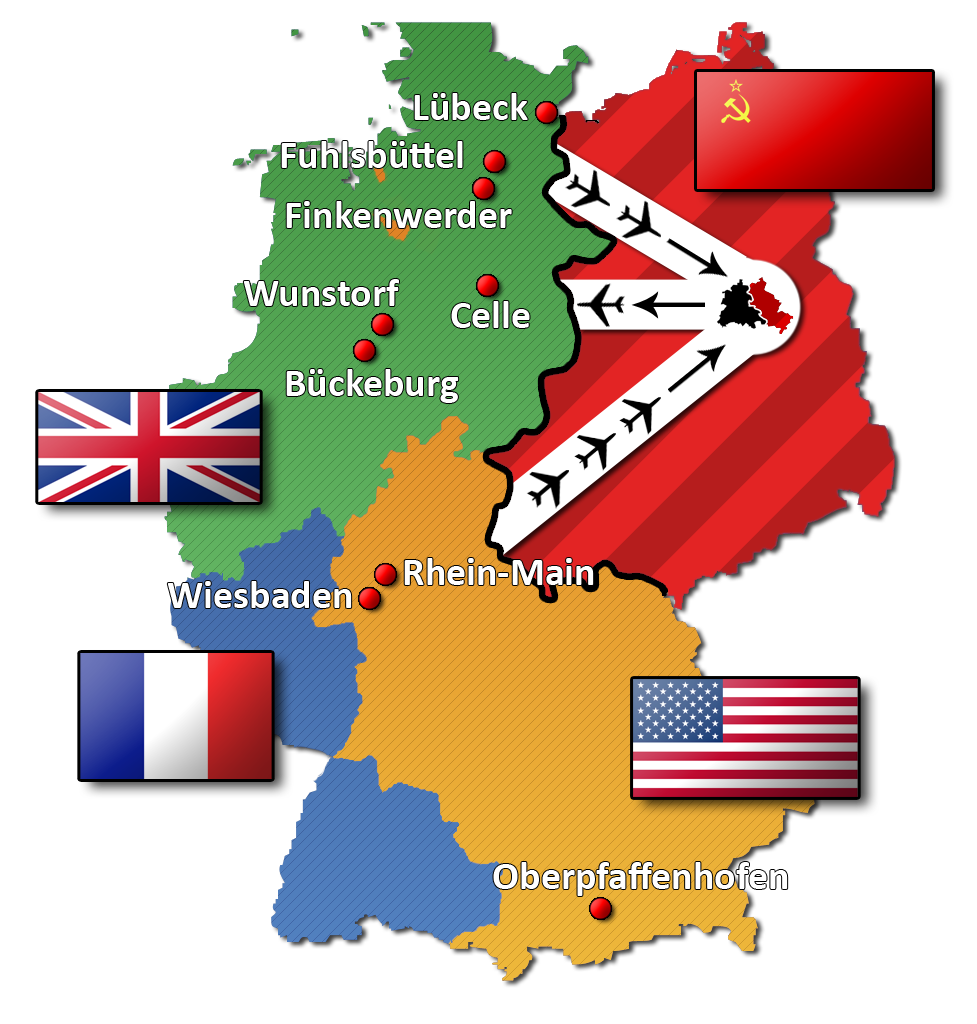
Nước Đức sau chiến tranh thế giới thứ 2 với 4 vùng được quản lý bởi Liên Xô, Hoa Kỳ, Anh, Pháp và đường Không vận đến Berlin